# Cisitu (Ciomas)
Cisitu is een bestuurslaag in het regentschap Serang van de provincie Banten, Indonesië. Cisitu telt 2822 inwoners (volkstelling 2010).